# Glenn Loovens
Glenn Loovens, né le 22 septembre 1983 à Doetinchem, est un footballeur néerlandais. Il est défenseur.

## Carrière
Le 20 juillet 2018, il rejoint Sunderland.

## Palmarès
| Feyenoord Rotterdam - Coupe UEFA - Vainqueur (1) : 2002 |  | Cardiff City - Coupe d'Angleterre - Finaliste : 2008 |  | Celtic Glasgow - Championnat d'Écosse - Champion (1) : 2012 - Coupe de la Ligue - Vainqueur (1) : 2009 - Coupe d'Écosse - Vainqueur (1) : 2011 |